# Botanischer Garten Osnabrück

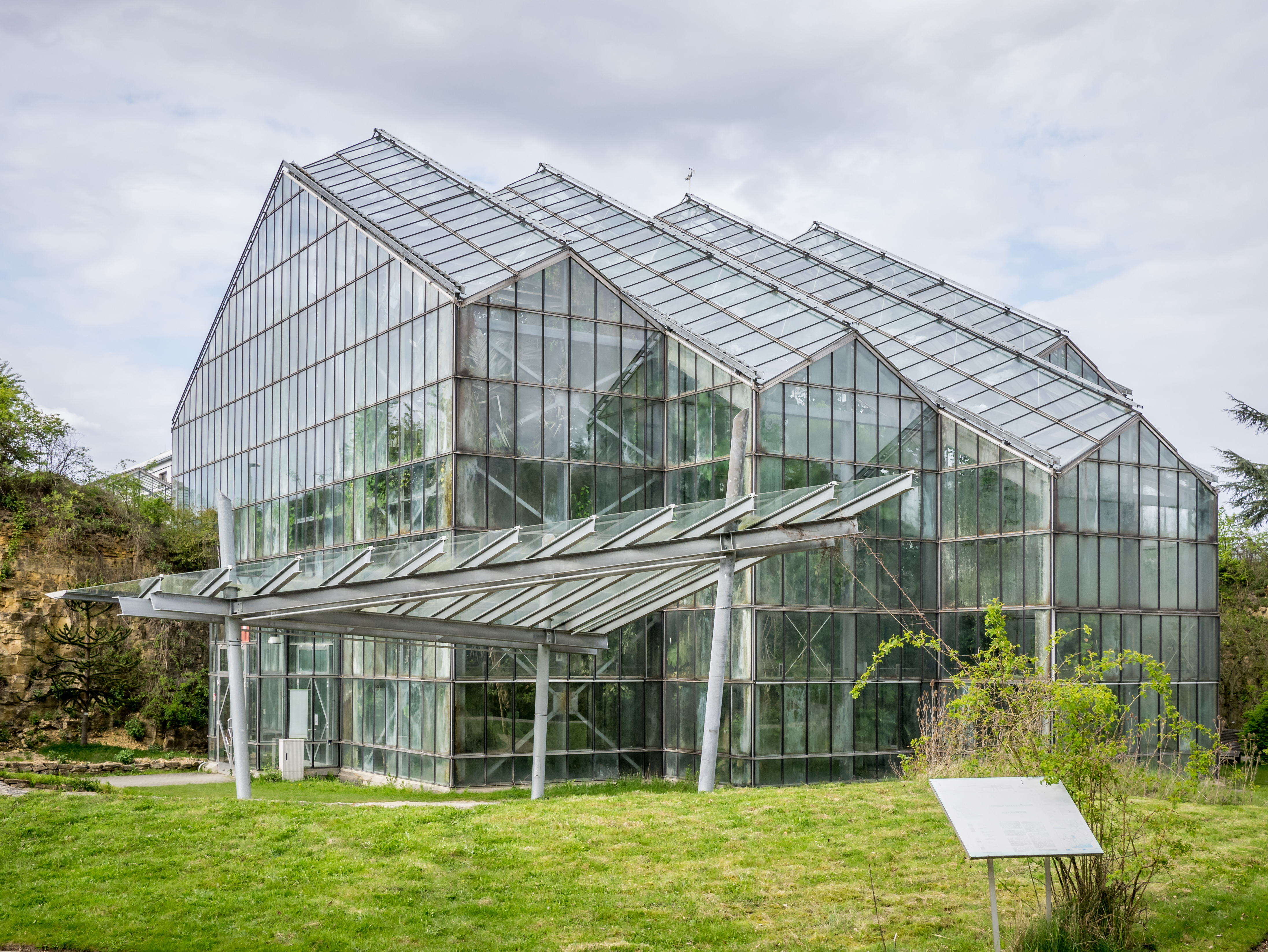
Das Regenwaldhaus im Botanischen Garten Osnabrück

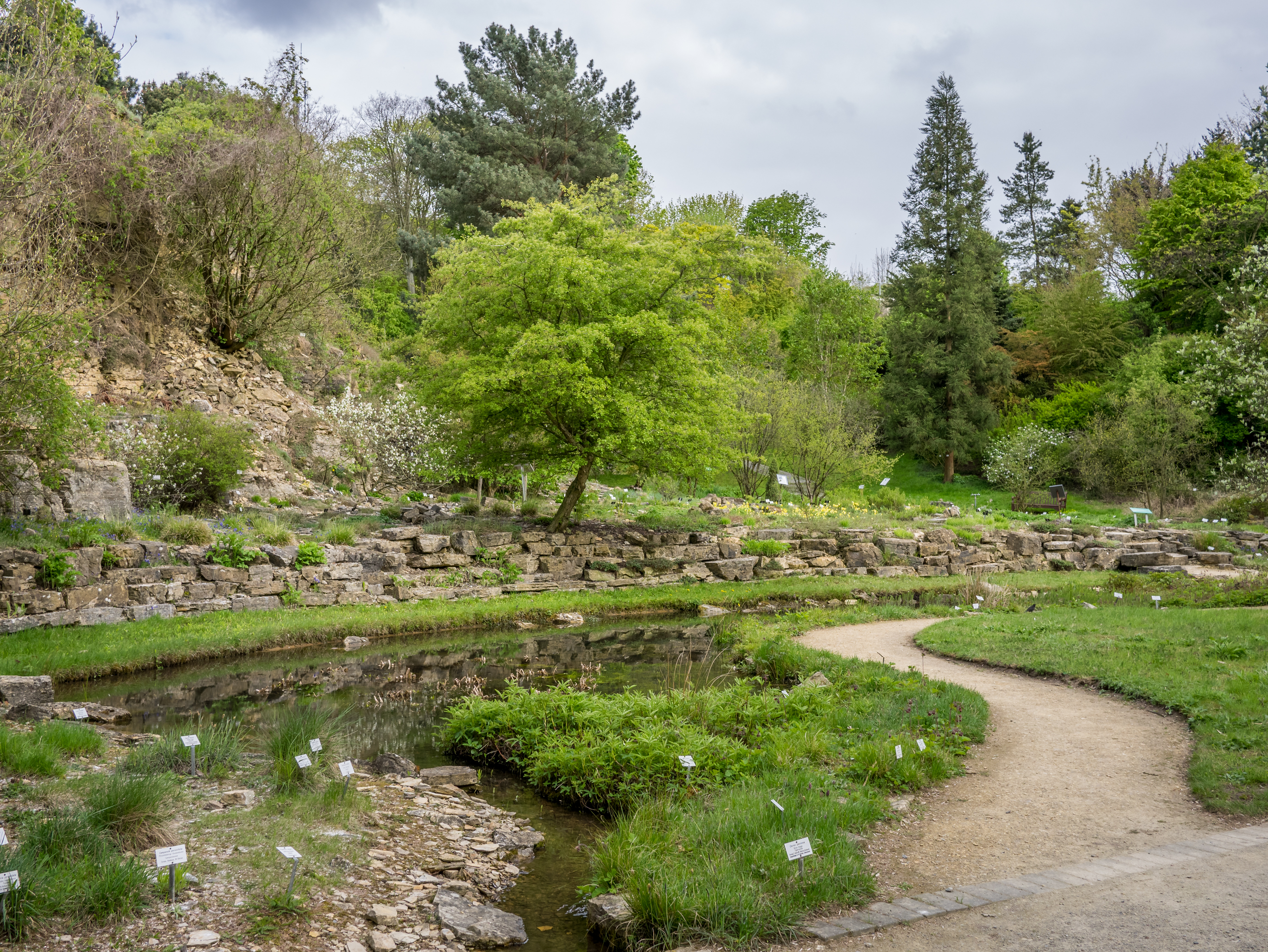
Die „Schwäbische Alb“ im Botanischen Garten Osnabrück

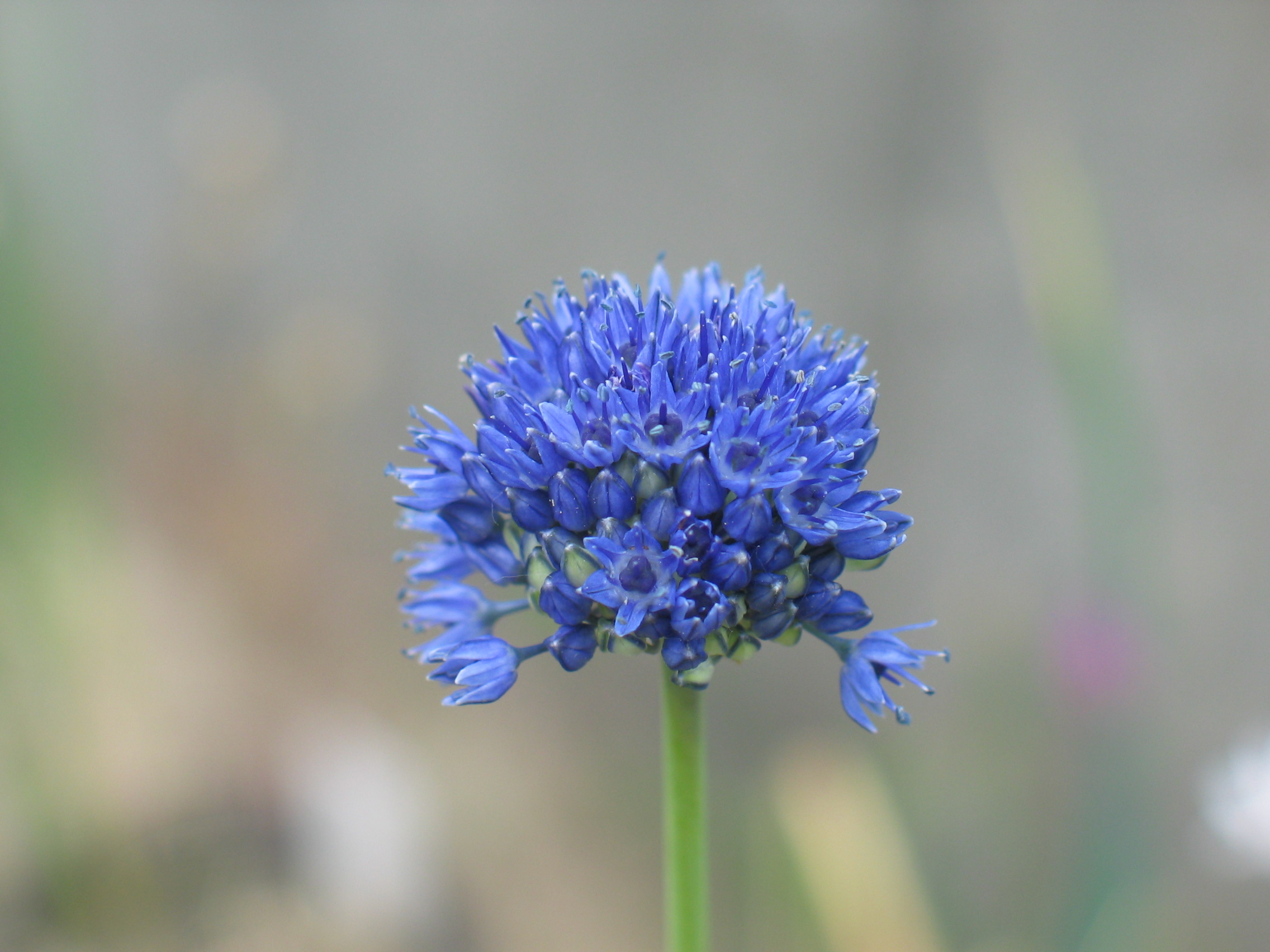
Eine Allium caeruleum aus dem Allium-Beet

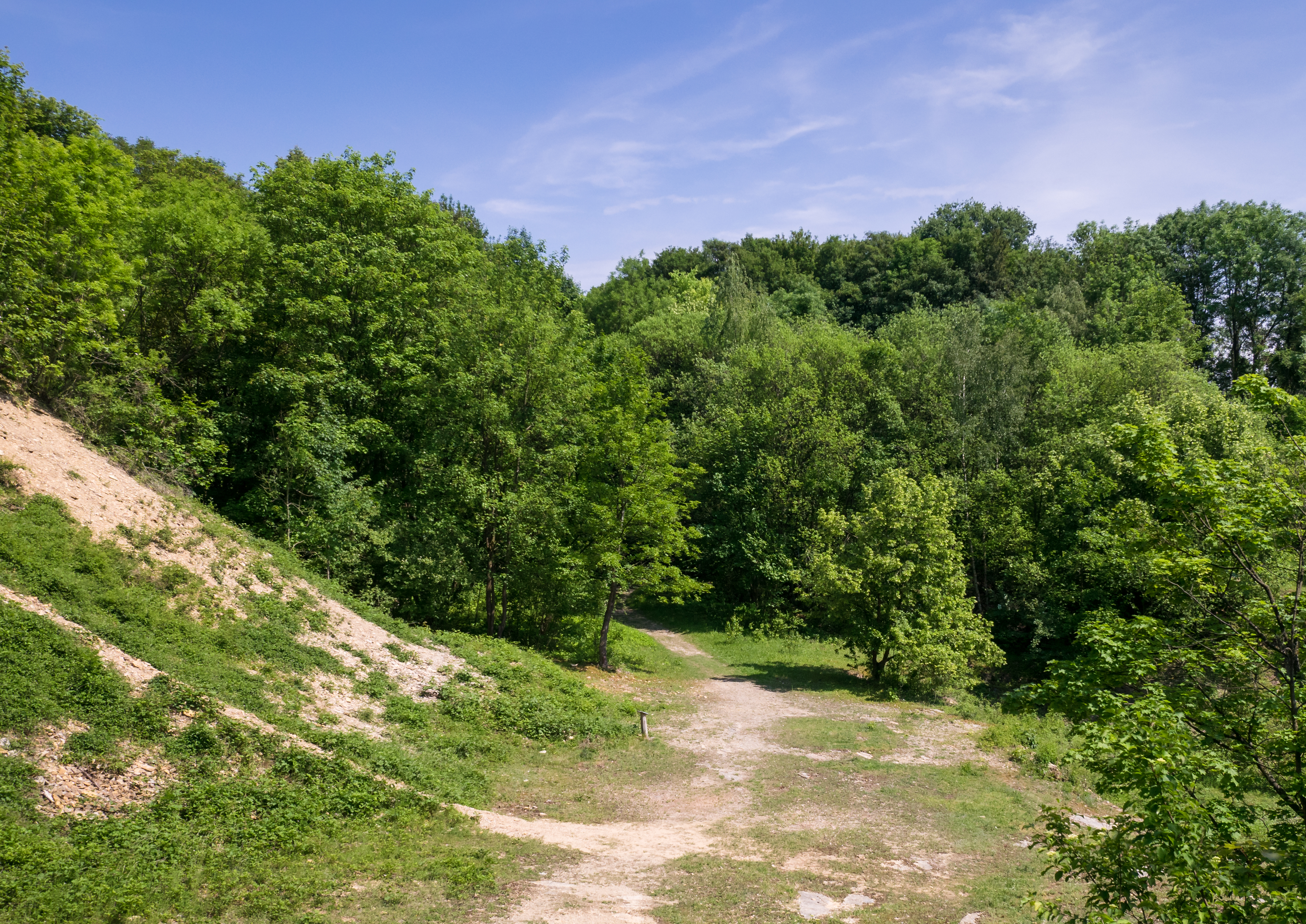
Steinbruch im Erweiterungsgelände

Der Botanische Garten Osnabrück ist der botanische Garten der Universität Osnabrück und befindet sich im Stadtteil Westerberg in einem ehemaligen Muschelkalk-Steinbruch. Er gehört zum Fachbereich Biologie/Chemie und wurde 1984 eröffnet. Die Hauptaufgaben des Gartens liegen in Forschung, Lehre und Öffentlichkeitsarbeit.

## Beschreibung
Das Gebiet des botanischen Gartens umfasst 5,6 ha, auf dem ca. 8000 Pflanzenarten zu sehen sind. Der Garten ist in geographische Bereiche wie Mittelmeerraum, euroasiatische Steppe, China, Japan und Nordamerika eingeteilt; im Zentrum steht eine Erhebung (ein Restbestand des ersten Steinbruchs), wo in einem Alpinum die Hochgebirgspflanzen der europäischen Gebirge gezeigt werden. Der Gesamtbereich wird durch einen Wasserfall (11 m), kleinere Bäche und Teiche bereichert. Ein Regenwaldhaus wurde 1998 eröffnet und zeigt auf 600 Quadratmetern und einer Höhe von 21 Metern über 800 tropische Pflanzen aus Zentral- und Südamerika.
Der Garten wurde im April 2011 um einen 2,8 ha großen naturbelassenen zweiten Steinbruch erweitert; in diesem Steinbruch existieren Trockenrasengesellschaften, die unter Naturschutz stehen. Die beiden Steinbrüche sind durch einen Tunnel miteinander verbunden.

## Forschung
Der Forschungsschwerpunkt liegt im Bereich der Biodiversität und der Evolution von Landpflanzen. Ein Spezialgebiet ist dabei die Phylogenie der Gattung Allium (Lauchgewächse), die zugehörige Sammlung umfasst 230 Arten. Verschiedene Abteilungen des Fachbereichs, insbesondere Botanik und Ökologie, führen regelmäßig Freilandversuche im Garten durch. Der botanische Garten Osnabrück beherbergt die 2003 gegründete Loki Schmidt-Genbank für Wildpflanzen und koordiniert die WEL-Genbank (Genbank Wildpflanzen für Ernährung und Landwirtschaft), die sich in Kooperation mit den botanischen Gärten in Berlin-Dahlem, Regensburg und Karlsruhe sowie der pädagogischen Hochschule Karlsruhe im Aufbau befindet.

## Lehre
Die Sammlungen des botanischen Gartens werden intensiv in der Lehre der Biologie eingesetzt. Auch viele Abschlussarbeiten (Diplom-, Bachelor-, Master- und Doktorarbeiten) entstehen in Zusammenarbeit mit dem Garten.

## Öffentlichkeitsarbeit
Der Garten steht kostenfrei der Bevölkerung offen und wird pro Jahr von ca. 70.000 Menschen besucht. Es finden regelmäßig Führungen (Sonntagsspaziergänge) zu ausgewählten Themen statt. Das Angebot der Grünen Schule richtet sich an die interessierte Öffentlichkeit, insbesondere an Kinder und Schüler. 2010 fanden knapp 400 Gruppenführungen statt. Mit dem Bau des ca. 900 m² großen Bohnenkamp-Hauses wurde das Angebot um Experimentier- und Gruppenräume erweitert. Der Garten und seine Öffentlichkeitsarbeit wird stark durch den Freundeskreis des botanischen Gartens unterstützt, der ca. 300 Mitglieder hat.